# Костенко Зоя Федорівна
Зоя Федорівна Костенко (нар. 15 січня 1948, Ворошиловград) — українська художниця; член Спілки радянських художників України (Київська організація) з 1977 року. Дочка художника Федора Костенка, сестра художника Олександра Костенка.

## Біографія
Народилася 15 січня 1948 року в місті Ворошиловграді (нині Луганськ, Україна). 1972 року закінчила Київський художній інститут, де навчалася у Віктора Пузиркова, Віктора Шаталіна, Івана Тихого.
Мешкає у Києві, в будинку на вулиці Дашавській, № 27.

## Творчість
Працює у галузі станкового живопису, у реалістичному стилі створює портрети, пейзажі, натюрморти. Серед робіт:
- «Замріяний вечір» (1972);
- «Русанівка» (1974);
- «Шпаківня» (1976);
- «Весняні турботи» (1976);
- «Нурек. Дорога на греблю» (1978);
- «Юні гімнастки» (1979);
- «На будівництві Південно-Української АЕС» (1982);
- «Зимовий вечір» (1986);
- «Яскраве сонце» (1995);
- «Осінні квіти» (1998);
- «Олена» (2003);
- «Зимовий пейзаж» (2005);
- «Молода жінка» (2007);
- «Сонячна осінь» (2008);
- «Рання весна» (2009);
- «Донька» (2010).

Деякі картини зберігаються у Горлівському художньому музеї.